# پلمپ امنیتی

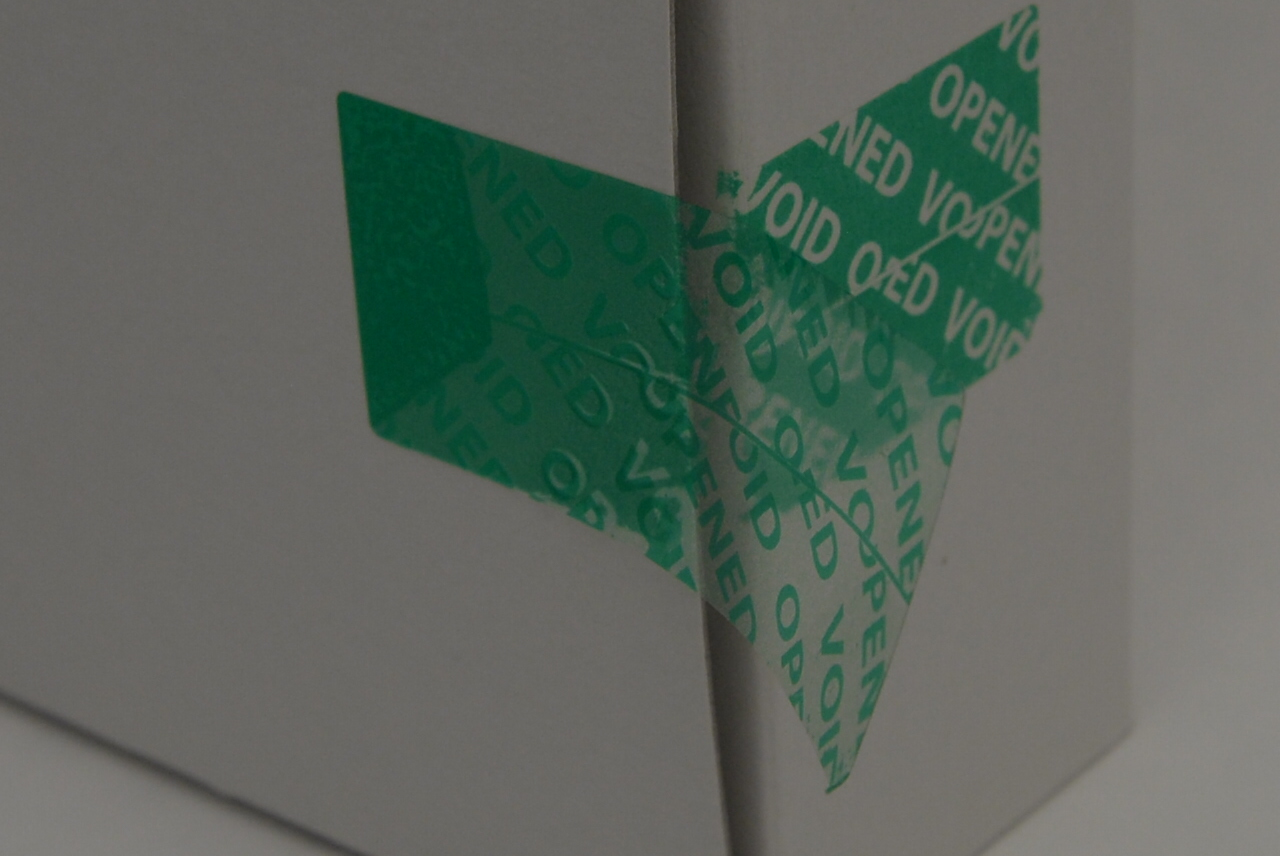
مهر و موم

پلمب امنیتی یا مهر و موم امنیتی مکانیسم‌هایی هستند که برای مهر و موم کردن ظروف حمل و نقل به روشی مورد استفاده قرار می‌گیرند که شواهد جعلی و برخی از امنیت را فراهم می‌کند. چنین مهرهایی می‌توانند به تشخیص سرقت یا آلودگی، تصادفی یا عمدی کمک کنند. مهر و موم‌های امنیتی معمولاً برای ایمن‌سازی تریلرهای کامیون، ظروف کشتی، طبل‌های شیمیایی، چرخ دستی‌های بدون عرف هواپیمایی و کنتورهای ابزار استفاده می‌شود. به‌طور معمول، آنها روشی ارزان برای ارائه مدرک و دخالت در فضاهای حساس به حساب می‌آیند

## مهر و موم فلزی
چندین طرح مختلف از مهر و موم‌های فلزی وجود دارد.
- مهر و موم‌های پیچی
- مهر و موم‌های توپی
- مهر و موم کابلی

از مهر و موم‌های پیچی برای اطمینان از ظروف حمل و نقل، کامیون و تریلر استفاده می‌شود. یک مهر و موم پیچی که برای ایمن‌سازی ظروف مورد استفاده قرار می‌گیرد باید با مهر و موم امنیتی بالا ISO 17712 مطابقت داشته باشد تا در حمل و نقل اقیانوسی توسط گمرک‌های سراسر جهان پذیرفته شود.